# Christafari
Christafari é uma banda de reggae cristão, originária dos Estados Unidos da América, fundada em 1989 pelo músico, produtor e pastor Mark Mohr, um cristão norte-americano renascido. 
Tem como meta difundir a mensagem cristã aos rastafaris, mediante a música reggae.

## A Origem
A banda Christafari foi fundada em 1989, pelo compositor e vocalista principal Mark Mohr, que na sua adolescência converteu-se ao Rastafarianismo, em conseguinte Mark se afundou nas drogas começando pelo álcool e maconha. Em 1989 com 17 anos largou o rastafarianismo e as drogas e voltou-se para o Movimento Cristão, em uma colônia para jovens onde antes dos seus 18 anos ele começou a caminhada com Jesus. Foi então que Mark decidiu ajudar as outras pessoas que passavam pela mesma situação que ele já havia passado.
Mark Mohr certo de que Deus havia falado ao seu coração resolveu montar uma Banda de Reggae voltada para temas contra as drogas, contra a violência e acima de tudo levando as pessoas perdidas para a Luz trazendo estas pessoas para "mais perto de Deus". Porém a Banda realmente nasceu num show de talentos em uma colônia para jovens. Mark Mohr escrevia as músicas para os três primeiros álbuns do Christafari sendo que foram uns dos álbuns mais Vendidos do Gênero, "Reggae Worship Vol. 1" (Frontline), "Soul Fire” e "Valley of Decision" (Gotee). "Valley of Decision"
O nome da banda veio de uma brincadeira feita pelo pastor de Mark Mohr que disse: "Você era do movimento Rastafari, mas agora você é de Cristo e você é Christafari", a partir daí Mark usou o nome para a banda.

## Estilo
Reggae
- "And Friends - Dancehall Baptism (Chapter One - 1990)
- "Reggae Worship Vol. 1" (1993 - Frontline Records)
- "Soul Fire" (1994 - Gotee Records)
- "Valley of Decision" (1996 - Gotee Records)
- "WordSound&Power" (1999 - Lion of Zion Entertainment)
- "DubSound&Power" (2000 - Lion of Zion Entertainment)
- "Reggae Worship-The First Fruits of Christafari" (2000 - Lion of Zion Entertainment)
- "Palabra Sonido y Poder" (2000 - Lion of Zion Entertainment)
- "Gravity" (2003 - Lion of Zion Entertainment)
- "Gravity Version - Performance Soundtracks" (2003 - Lion of Zion Entertainment)
- "The 14 Days of Gravity: About the Songs Audio Commentary" (2003 - Lion of Zion Entertainment)
- "Gravitational Dub" (2005 - Destination: Dub Central Station)
- "Reggae Sunday School" (August, 2005)
- "To The Foundation" (April, 2007)
- "No Compromise" (2009 - Lion Of Zion Entertainment)
- "Greatest Hits" Vol. I e II (2014 - Lion Of Zion Entertainment)
- "Original Love" 2018